# Джон Кеннет Ґелбрейт

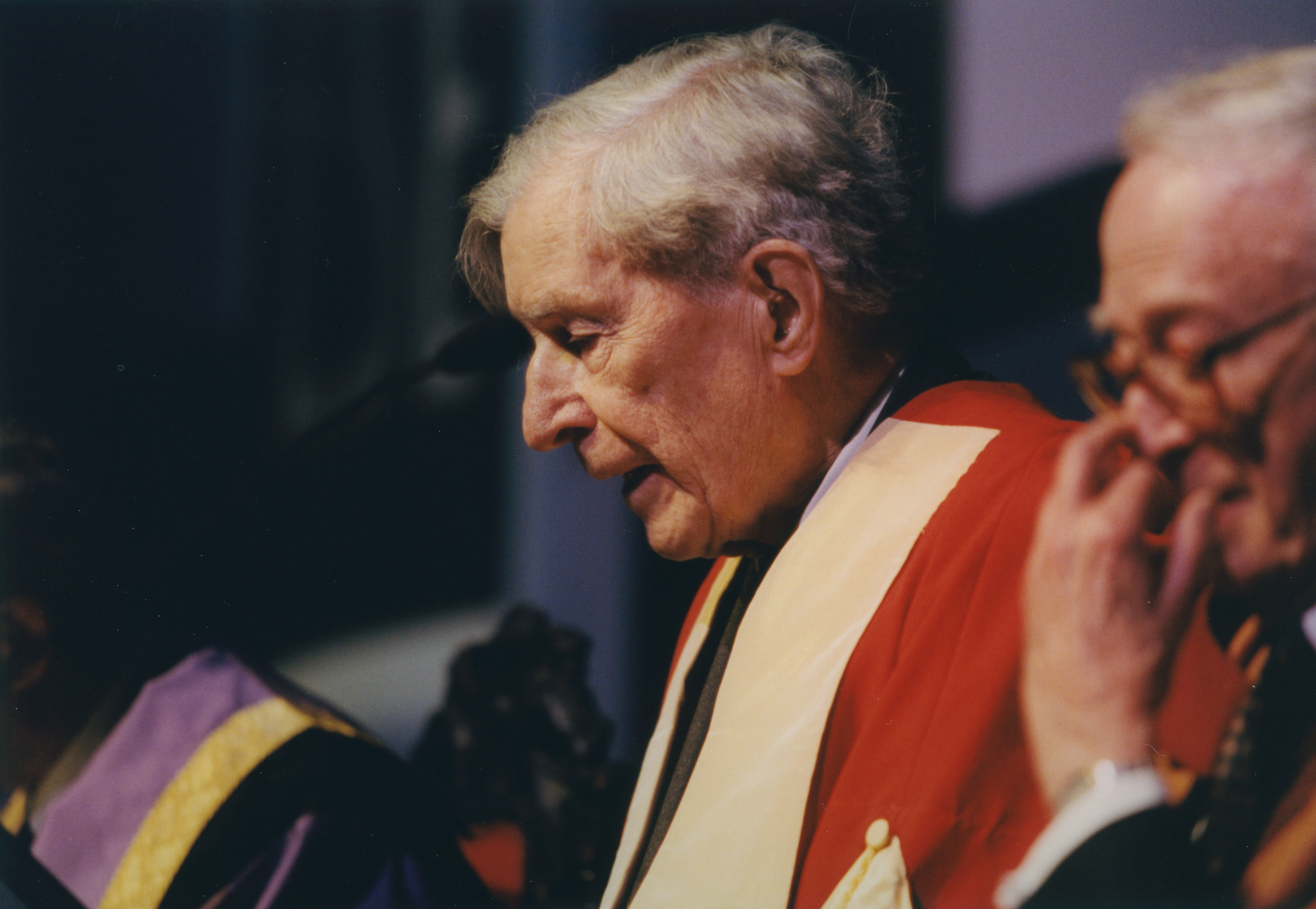
Джон Кеннет Ґелбрейт

Джон Кеннет «Кен» Ґелбрейт (англ. John Kenneth "Ken" Galbraith) (15 жовтня 1908 — 29 квітня 2006 року) — канадсько-американський економіст.
Кейнсіанець та інституціоналіст, прихильник американського лібералізму і прогресизму. Його книги на економічні теми були бестселерами протягом 1950-1970-х років.
Ґелбрейт був плідним автором, написав чотири десятки книг і понад тисячу статей з різних тем. Серед його найвідоміших робіт трилогії з економіки, «Американський капіталізм» (1952), «Суспільство достатку» (1958) і «Нове індустріальне суспільство» (1967). Викладав у Гарвардському університеті протягом багатьох років. Ґелбрейт був активним в політиці, працював в адміністрації президента Франкліна Рузвельта, Гаррі Трумена, Джон Кеннеді і Ліндона Джонсона. Був послом США в Індії при Кеннеді, Президентом Американської економічної асоціації (1972).
Ґелбрейт був одним з небагатьох лауреатів, що одержали Президентську медаль Свободи двічі. У 1946 році від Гаррі Трумена, а в 2000 році від Біла Клінтона.